# MLB Sunday Leadoff
MLB Sunday Leadoff es la marca utilizada para las transmisiones de los juegos de las Grandes Ligas de Béisbol (MLB) que se llevan a cabo principalmente los domingos por la tarde. Originalmente fue producido por NBC Sports para el servicio de streaming Peacock de 2022 a 2023, con un encuentro por temporada transmitido simultáneamente en NBC. Fue el primer paquete nacional de la MLB para NBC Sports desde 2000. Desde 2024, MLB Sunday Leadoff es producido por la MLB para The Roku Channel y también está disponible sin interrupciones en MLB.tv.

## Historia

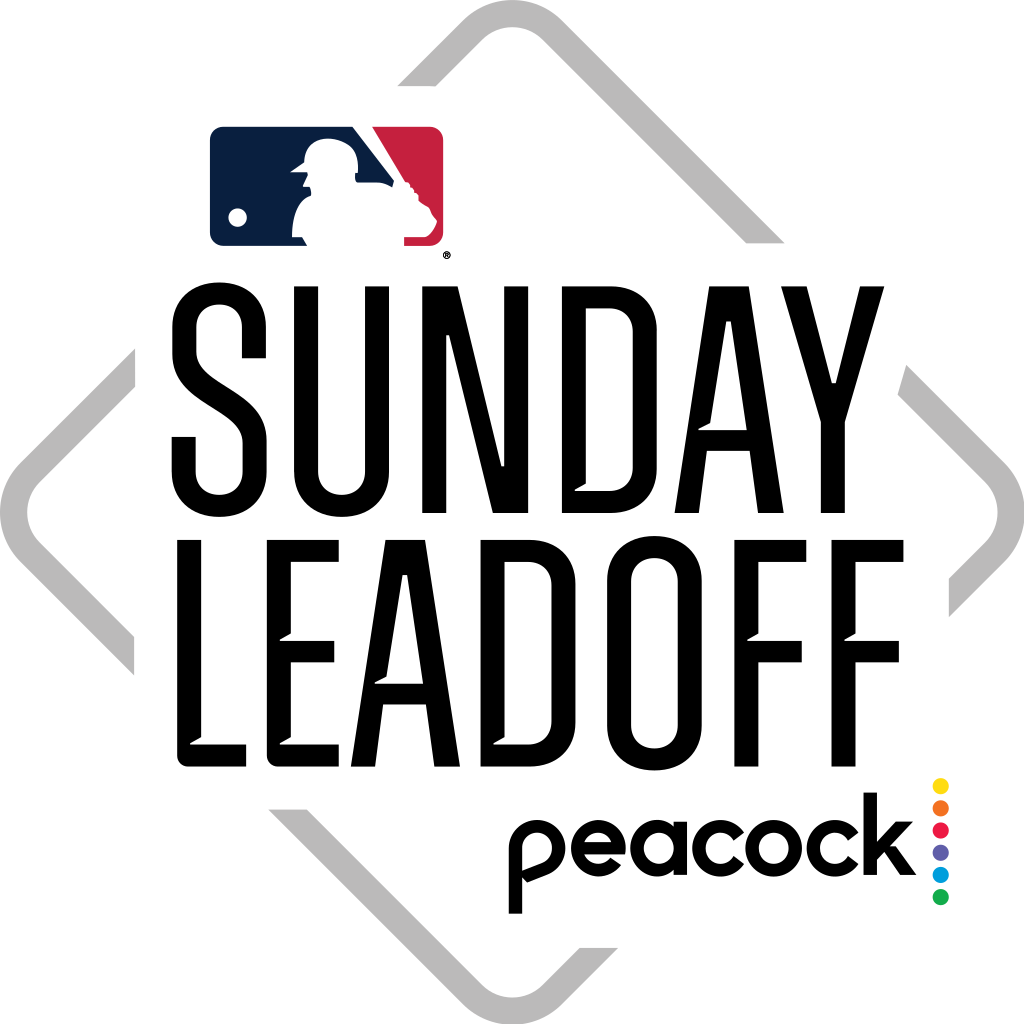
Logos usado para las transmisiones originales de Peacock

En marzo de 2022, The Wall Street Journal informó que NBC Sports estaba finalizando un acuerdo para establecer un nuevo paquete de juegos del domingo por la tarde a partir de la temporada 2022 de la MLB. El paquete sería el sucesor del paquete anterior del domingo por la tarde de TBS durante la segunda mitad de la temporada; como parte de una renovación de contrato, TBS reemplazó estos encuentros con un nuevo paquete de martes por la noche durante toda la temporada regular.
Como preludio del acuerdo, Peacock había transmitido exclusivamente una serie de junio de 2021 entre los Filis de Filadelfia y los Gigantes de San Francisco. Fue coproducida por NBC Sports Bay Area y NBC Sports Philadelphia, y contó con un equipo de transmisión dirigido por el relator principal de los Giants Jon Miller, y su socio Mike Krukow, junto con los analistas de los Phillies, John Kruk y Jimmy Rollins.
NBC anunció formalmente el acuerdo el 6 de abril, con un valor informado de $30 millones dólares por temporada. Como parte del acuerdo, Peacock también transmitiría el All-Star Futures Game, así como un centro de contenido de MLB con encuentros clásicos y otro contenido de video.
El 13 de abril de 2022, NBC Sports anunció que los juegos se denominarían MLB Sunday Leadoff.
La transmisión inaugural fue un partido entre los Chicago White Sox y los Boston Red Sox el 8 de mayo. El encuentro también se transmitió simultáneamente en NBC, marcando su primera transmisión de la MLB desde el Juego 6 de la Serie de Campeonato de la Liga Americana de 2000 el 17 de octubre de 2000, y su primera transmisión de la temporada regular de la MLB desde el 29 de septiembre de 1995. A nivel internacional, los enucentros del MLB Sunday Leadoff están disponibles en vivo y bajo demanda en el servicio de streaming MLB.TV.
En Canadá, donde Peacock no está disponible, los juegos de los Toronto Blue Jays son transmitidos por Sportsnet utilizando su equipo de transmisión habitual. Para todos los demás encuentros en Canadá y en todos los demás mercados internacionales, los partidos del MLB Sunday Leadoff están disponibles en vivo y bajo demanda en el servicio de suscripción MLB.TV.
Para la temporada 2023, la cantidad de encuentros aumentó a 19. Seis juegos comenzarían a las 11:30 am, diez empezarían a las 12:00 pm y tres darían inicio a la 1:00 pm. ET. Por segundo año consecutivo, se transmitió simultáneamente un juego en NBC.
El 13 de mayo de 2024, las Grandes Ligas de Béisbol anunciaron que el paquete se trasladaría a The Roku Channel para la temporada 2024. Los encuentros también se encuentran disponibles sin interrupciones para los clientes de MLB.tv. Roku paga alrededor de 10 millones de dólares al año por el paquete de derechos.

## Producción
Se describió que las transmisiones apuntaban a una "emisión hiperlocal con un toque nacional". La presentación al aire de los juegos se basa en la cobertura regional de las Grandes Ligas de NBC Sports. El ex relator de Los Ángeles Dodgers, Vin Scully (quien se desempeñó como narrador principal de NBC para su cobertura de la MLB de 1983 a 1989) narró una introducción especial para la primera transmisión, enfatizando la historia de NBC como una emisora de MLB (incluidas sus transmisiones históricas del Juego de la Semana).
Al mudarse a The Roku Channel en 2024, MLB Advanced Media se hizo cargo de la producción de MLB Sunday Leadoff.

## Personal
Jason Benetti (quien narra los juegos de los Chicago White Sox para NBC Sports Chicago, y también trabajó en las transmisiones de béisbol de NBC durante los Juegos Olímpicos de verano de 2020) se desempeñó como narrador principal durante la primera temporada, junto con analistas rotativos de cada equipo participante. Ahmed Fareed fungió como presentador del estudio.
Benetti se unió a Fox Sports en agosto de 2022.Brendan Burke reemplazó a Benetti como el relator principal del MLB Sunday Leadoff en 2023. Debido a los compromisos de Burke en los playoffs de la Copa Stanley para TNT, Matt Vasgersian de MLB Network y Chris Vosters de NBC Sports Chicago reemplazaron a Burke durante los primeros cuatro juegos del calendario de Peacock para 2023. Dave Sims reemplazó a Brendan Burke el domingo 20 de agosto.
Para el traslado de la presentación a The Roku Channel en 2024, MLB Sunday Leadoff utilizó una combinación de narradores locales de ambos equipos, generalmente con el relator del juego y el reportero lateral del equipo local acompañados por el comentarista del equipo visitante.